# Esphyr
Esphyr (укр. Есфір, справжнє ім'я — Бут Лілія Валеріївна; нар. 31 липня 1987, Луцьк, Україна) — українська співачка та композиторка., модель, блогер та режисер. 

## Музична діяльність
Змалку захоплювалась музикою. У школі була залучена у музичних гуртках та хорах. Після університету зайнялася музикою. Здобула освіту в Музичному коледжі Берклі. Вперше на сцені виступила 2013 року в Сочі, після початку російсько-української війни 2014 року відмовилась від виступів у РФ. Працювала у Данії. З 2016 року почала випускати треки та ремікси у жанрах електроніка та прогресивний хауз. Випускалась під лейблом Transpecta, а згодом почала публікуватись з Armada Music[неавторитетне джерело]. Її треки з'являлися на радіо, зокрема BBC Radio 1[неавторитетне джерело].
Незадовго до повномасштабного вторгнення приїхала до України, де лишилася й займалась волонтерською діяльністю. Згодом почала створювати ліричні треки українською — пісня «Воїни світла» вийшла 26 травня 2022 року та була присвячена усім українським захисникам. Також було випущено акустичну версію та ремікси, зокрема ремікс від артиста лейблу Afterlife — The Element.
24 червня 2022 року в Esphyr вийшов сингл «Made Of Steel». 9 серпня вона випустила пісню «Hi Mars!» англійською. 16 грудня було випущено пісню «Назавжди». 20 липня презентувала пісню «Зоряне дитя», україномовну версію «Fighter». 19 серпня була ведучою на 16-му благодійному дитячому фестивалі «Амбасадор дитинства» разом із Тімуром Мірошниченко.
Також пісні та композиції співачки попадали в європейські та українські чарти. У жовтні 2023 року в співачки вийшов ремікс пісні «Сузір'я» від продюсера Jandy.
2025 представила дует «Очі в Очі» з Іриною Білик[джерело?], в травні 2025 представила новий сингл «Давай на ти».

## Відеокліпи

### 2022
- 24 червня — Made Of Steel на YouTube
- 9 серпня — Hi Mars! на YouTube
- 29 грудня — Назавжди на YouTube

### 2023
- 21 липня — Зоряне дитя на YouTube
- 18 серпня — Сузір'я на YouTube

### 2024
- 11 листопада — Чом ти не прийшов на YouTube
- 31 грудня — Соло на YouTube

### 2025
- 1 березня — Очі в очі на YouTube
- 6 травня — Давай на ти